# Bradley's Robot
 (octobre 2007).
Si vous disposez d'ouvrages ou d'articles de référence ou si vous connaissez des sites web de qualité traitant du thème abordé ici, merci de compléter l'article en donnant les références utiles à sa vérifiabilité et en les liant à la section « Notes et références ».
Albums de Bradley Strider
(Richard D. James)
Bradley's Beat
(maxi)
(1991) —
Bradley's Robot est un maxi de musique électronique de Bradley Strider, l'un des nombreux pseudonymes de Richard D. James, plus connu sous son pseudonyme d'Aphex Twin. Il est sorti en 1993 sur le label Rephlex Records.

## Détails
Bradley's Robot est l'un des deux disques de James sortis sous son pseudonyme de Bradley Strider (l'autre étant Bradley's Beat, en 1991).
Le maxi est sorti exclusivement au format vinyle ; il n'est pas inclus dans une pochette habituelle mais contenu dans un poster géant plié de 92,4 cm par 121,9 cm. Ce poster présente le logo du label Rephlex en vert sur un fond de couleur argentée.
Les morceaux ne portent aucun titre. Le mot « PYJAMAS » est gravé à la fin du sillon de la face A.

## Pistes
- Face A :

1. « Untitled » — 5:54
2. « Untitled » — 7:39

- Face B :

1. « Untitled » — 5:55
2. « Untitled » — 5:52